# Lance Aviation
Lance Aviation était une compagnie aérienne régionale française basée sur l'aérodrome de Lognes et l'aéroport d'Aubenas, effectuant du transport à la demande de passagers et marchandises ainsi que des liaisons aériennes régulières.

## Histoire
La compagnie Lance Aviation a vu le jour le 20 janvier 1975 comme sa filiale, la société "Pétrole et Transports", appartenant à la famille Coussineux, pour le transport à la demande de passagers et de fret. La base opérationnelle était alors l'aérodrome de Lognes près de Torcy et les bureaux sur Paris (8ème arrondissement).
Elle réparait et entretenait également ses avions, ceux des propriétaires privés et ceux des aéroclubs de Lognes,.
Lance Aviation louait des avions à l'aéroclub des Albatros de Lognes.
Le Président de la compagnie était Henri Coussineux.
Dès juin 1978, un accord avec les Pompes Funèbres Générales (PFG) était conclu pour le transport des cercueils par avion spécial sur la France, l'Europe et l'Afrique du Nord. Un Piper PA-31 Najavo Chieftain y était alors affecté.
En 1979, Lance Aviation louait ses hélicoptères à Paris-Hélicoptère qui effectuait à l'instar de Island-Helicopters à New-York, le survol de Paris au départ de l'héliport d'Issy Les Moulineaux.
Lance Aviation a demandé auprès du Conseil Supérieur de l'aviation marchande (CSAM) en mars 1979, l'ouverture de lignes entre Paris et Calais et Paris et Chalon-sur-Saône. Elle a eu un agrément pour les liaisons entre Aurillac et Paris et Roanne et Paris (CSAM du 23 juin 1980).
Elle assurait une liaison entre Cherbourg et Toussus-le-Noble au début des années 1980.
Depuis le 19 juin 1980, le directeur était Claude Rosius, mari de la fille du Président, Nicole Coussineux épouse Rosius, en remplacement de Michel Fauconnier.
Le 10 Juillet 1981, elle obtenait son agrément pour exploiter une ligne entre Aubenas et Paris. Elle lançait une ligne régulière entre Aubenas et  Lyon,. Elle élisait son siège local à la Chambre de Commerce et d'Industrie d'Aubenas.
En novembre 1981, la flotte était composée de 3 Piper-31 Navajo, deux Piper-23 Aztec, 1 Piper Pa-34 Seneca et deux hélicoptères (Bell 206 et Hugues 300), basés sur les aérodromes de Toussus-le-Noble et du Bourget. Christian Langé était le responsable technique.
La société était mise en liquidation judiciaire le 02 avril 1985.
La ligne vers Lyon était alors reprise par Air Ardèche qui conservait Claude Rosius comme directeur général et le Piper PA-31 immatriculé F-BTCK.

## Le réseau
- Cherbourg - Toussus-le-Noble (1980)[9]
- Aubenas - Lyon[15].

## Flotte
En 1980 et 1982 la flotte était composée d'un Piper PA-23-250, un Piper PA-31-350 (F-BVRB), un Piper PA-34-200, un Piper PA-31-310 (F-BTCK), un Beechcraft 99, hélicoptère Bell 206 et un hélicoptère Hughes 300C.
À partir de 1984, la flotte était composée d'un Piper-31 et deux Cessna 310.
Le Piper PA-31-340 Turbo Navajo B immatriculé F-BTCK avait été enregistré par le société mère "Pétrole et Transports" en septembre 1971.
Le Piper PA-31-350 Navajo Chieftain  immatriculé F-BVRB avait été enregistré par le société mère "Pétrole et Transports" en avril 1974.